# Hormius decembris
Hormius decembris är en stekelart som beskrevs av Sergey A. Belokobylskij 1990. Hormius decembris ingår i släktet Hormius och familjen bracksteklar. Inga underarter finns listade i Catalogue of Life.